# Guillermo Saavedra
Guillermo Saavedra (5 de novembro de 1903 - 12 de maio de 1957) foi um futebolista chileno. Ele competiu na Copa do Mundo de 1930, sediada no Uruguai.